# Cicoencyrtus
Cicoencyrtus is een geslacht van vliesvleugeligen uit de familie van de Encyrtidae. De wetenschappelijke naam van dit geslacht is voor het eerst geldig gepubliceerd in 1980 door John Noyes.

## Soorten
Het geslacht Cicoencyrtus omvat de volgende soorten:
- Cicoencyrtus aetes Noyes, 2010
- Cicoencyrtus angustifrons Noyes, 1980
- Cicoencyrtus asklepios Noyes, 2010
- Cicoencyrtus aurora Noyes, 2010
- Cicoencyrtus aviva Noyes, 2010
- Cicoencyrtus drepanus Noyes, 2010
- Cicoencyrtus larisa Noyes, 2010
- Cicoencyrtus medea Noyes, 2010
- Cicoencyrtus mites Noyes, 2010
- Cicoencyrtus regulus Noyes, 2010
- Cicoencyrtus sedes Noyes, 2010
- Cicoencyrtus serpicus Noyes, 2010
- Cicoencyrtus sirenes Noyes, 2010
- Cicoencyrtus vellius Noyes, 2010
- Cicoencyrtus vescia Noyes, 2010
- Cicoencyrtus vicares Noyes, 2010
- Cicoencyrtus ypolixes Noyes, 2010